# Iwan Karaulow
Iwan Karaulow (kasachisch Иван Вячеславович Караулов; * 23. Juni 1980 in Ridder) ist ein ehemaliger kasachischer Skispringer.

## Werdegang
Karaulow springt seit 2002 im Team von Kasachstan im Continental Cup. Sein Weltcup-Debüt gab er am 7. Februar 2004 beim Skifliegen in Oberstdorf. Nach einem gefährlichen Sturz im ersten Durchgang schied er aus, landete am Ende jedoch noch auf dem vorletzten 31. Platz vor dem Österreicher Martin Koch, der ebenfalls stürzte. Bei der Nordischen Skiweltmeisterschaft 2005 in Oberstdorf erreichte er auf der Normalschanze den 29. Platz und im Teamspringen den 11. Platz. Auf der Großschanze erreichte er Platz 35 und mit dem Team erneut Platz 11. Nach weiteren Springen im Continental-Cup und im FIS Cup wurde er in die kasachische Auswahl für die Olympischen Winterspiele 2006 in Turin aufgenommen. Beim Springen in Pragelato erreichte er auf der Normal- und auch auf der Großschanze jeweils den 46. Platz. Auf der Großschanze belegte er zudem mit dem Team den 12. Platz. Bei der Nordischen Skiweltmeisterschaft 2007 sprang er im Teamwettbewerb und erreichte mit dem Team wie auch 2005 den 11. Platz.
Sein bislang bestes Einzelergebnis erreichte er am 22. Januar 2006 in Sapporo mit einem 15. Platz auf der Großschanze. Im Continental-Cup war sein bestes Ergebnis ein 10. Platz in Brotterode am 31. Januar 2004. Beim Sommer-Grand-Prix erreichte er am 11. September 2005 mit dem 19. Platz im japanischen Hakuba sein bisher bestes Ergebnis.

## Erfolge

### Weltcup-Platzierungen
| Saison  | Platz | Punkte |
| ------- | ----- | ------ |
| 2004/05 | 91.   | 001    |
| 2005/06 | 54.   | 019    |

### Grand-Prix-Platzierungen
| Saison | Platz | Punkte |
| ------ | ----- | ------ |
| 2005   | 47.   | 018    |